# Entrikin-Gletscher
Der Entrikin-Gletscher ist ein großer und eindrücklicher Gletscher in der antarktischen Ross Dependency. Von den Churchill Mountains fließt er in östlicher Richtung zum Matterson Inlet an der Shackleton-Küste. Im Mündungsgebiet ist er rund 9 km breit. 
Das Advisory Committee on Antarctic Names benannte ihn 1965 nach Lieutenant Commander Joseph Waldo Entrikin (1922–2014), Pilot der Flugstaffel VX-6 der United States Navy bei der ersten Operation Deep Freeze (1955–1956).